# Beach volley ai XVIII Giochi panamericani - Torneo femminile
Il torneo di beach volley femminile ai XVIII Giochi panamericani di Lima si è disputato tra il 24 e 30 luglio 2019. Tutti gli incontri si sono disputati nella Costa Verde, a San Miguel.

## Primo turno
Classificati direttamente ai quarti di finale.      Classificati ai pre-quarti di finale.      Disputano le partite per il 13°, 14°, 15°, e 16º posto.

### Gruppo A
|     |                                        |       | Partite | Partite | Set   | Set    | Set   | Punti | Punti | Punti |
| Pos | Squadra                                | Punti | Vinte   | Perse   | Fatti | Subiti | Ratio | V     | P     | Ratio |
| --- | -------------------------------------- | ----- | ------- | ------- | ----- | ------ | ----- | ----- | ----- | ----- |
| 1   | Maylen Delis / Leila Martinez          | 6     | 3       | 0       | 6     | 2      | 3.000 | 148   | 109   | 1.357 |
| 2   | Patricia Caballero / Michelle Valiente | 4     | 2       | 1       | 5     | 2      | 2.500 | 130   | 109   | 1.192 |
| 3   | Lisbeth Allcca / Medalyn Mendoza       | 2     | 1       | 2       | 2     | 4      | 0.500 | 92    | 104   | 0.884 |
| 4   | Kathya Vásquez / María Vargas          | 0     | 0       | 3       | 1     | 6      | 0.166 | 90    | 138   | 0.652 |

| Data      |                      | Risultato |                      | Set 1 | Set 2 | Set 3 |
| --------- | -------------------- | --------- | -------------------- | ----- | ----- | ----- |
| 24 luglio | Allcca / Mendoza     | 2 – 0     | Vásquez / Vargas     | 21-10 | 21-10 |       |
| 24 luglio | Delís / Martínez     | 2 – 1     | Caballero / Valiente | 16-21 | 21-12 | 15-13 |
| 25 luglio | Allcca / Mendoza     | 0 – 2     | Caballero / Valiente | 10-21 | 17-21 |       |
| 25 luglio | Delís / Martínez     | 2 – 1     | Vásquez / Vargas     | 18-21 | 21-12 | 15-7  |
| 26 luglio | Allcca / Mendoza     | 0 – 2     | Delís / Martínez     | 12-21 | 11-21 |       |
| 26 luglio | Caballero / Valiente | 2 – 0     | Vásquez / Vargas     | 21-17 | 21-13 |       |

### Gruppo B
|     |                                    |       | Partite | Partite | Set   | Set    | Set   | Punti | Punti | Punti |
| Pos | Squadra                            | Punti | Vinte   | Perse   | Fatti | Subiti | Ratio | V     | P     | Ratio |
| --- | ---------------------------------- | ----- | ------- | ------- | ----- | ------ | ----- | ----- | ----- | ----- |
| 1   | Jace Pardon / Karissa Cook         | 6     | 3       | 0       | 6     | 0      | MAX   | 127   | 73    | 1.739 |
| 2   | Valeria Valenciano / Marcela Araya | 4     | 2       | 1       | 4     | 2      | 2.000 | 107   | 109   | 0.981 |
| 3   | Yuli Ayala / Diana Ríos            | 2     | 1       | 2       | 2     | 4      | 0.500 | 105   | 106   | 0.990 |
| 4   | Malika Davidson / Rheeza Grant     | 0     | 0       | 3       | 0     | 6      | 0.000 | 76    | 127   | 0.598 |

| Data      |                    | Risultato |                    | Set 1 | Set 2 | Set 3 |
| --------- | ------------------ | --------- | ------------------ | ----- | ----- | ----- |
| 24 luglio | Pardon / Cook      | 2 – 0     | Davidson / Grant   | 21-9  | 21-8  |       |
| 24 luglio | Ayala / Ríos       | 0 – 2     | Valenciano / Araya | 15-21 | 14-21 |       |
| 25 luglio | Pardon / Cook      | 2 – 0     | Valenciano / Araya | 21-11 | 21-11 |       |
| 25 luglio | Ayala / Ríos       | 2 – 0     | Davidson / Grant   | 21-9  | 21-12 |       |
| 26 luglio | Pardon / Cook      | 2 – 0     | Ayala / Ríos       | 22-20 | 21-14 |       |
| 26 luglio | Valenciano / Araya | 2 – 0     | Davidson / Grant   | 21-18 | 22-20 |       |

### Gruppo C
|     |                                      |       | Partite | Partite | Set   | Set    | Set   | Punti | Punti | Punti |
| Pos | Squadra                              | Punti | Vinte   | Perse   | Fatti | Subiti | Ratio | V     | P     | Ratio |
| --- | ------------------------------------ | ----- | ------- | ------- | ----- | ------ | ----- | ----- | ----- | ----- |
| 1   | Ângela Rebouças / Carolina Horta     | 6     | 3       | 0       | 6     | 0      | MAX   | 126   | 71    | 1.774 |
| 2   | María Rivas / María Mardones         | 4     | 2       | 1       | 4     | 2      | 2.000 | 119   | 101   | 1.178 |
| 3   | Zaira Orellana / Martha Revuelta     | 2     | 1       | 2       | 2     | 4      | 0.500 | 97    | 108   | 0.898 |
| 4   | Melanie Valenciana / Mannika Charles | 0     | 0       | 3       | 0     | 6      | 0.000 | 64    | 126   | 0.508 |

| Data      |                     | Risultato |                      | Set 1 | Set 2 | Set 3 |
| --------- | ------------------- | --------- | -------------------- | ----- | ----- | ----- |
| 24 luglio | Rebouças / Horta    | 2 – 0     | Valenciana / Charles | 21-8  | 21-7  |       |
| 24 luglio | Orellana / Revuelta | 0 – 2     | Rivas / Mardones     | 19-21 | 15-21 |       |
| 25 luglio | Rebouças / Horta    | 2 – 0     | Rivas / Mardones     | 21-16 | 21-19 |       |
| 25 luglio | Orellana / Revuelta | 2 – 0     | Valenciana / Charles | 21-12 | 21-12 |       |
| 26 luglio | Rebouças / Horta    | 2 – 0     | Orellana / Revuelta  | 21-10 | 21-11 |       |
| 26 luglio | Rivas / Mardones    | 2 – 0     | Valenciana / Charles | 21-10 | 21-15 |       |

### Gruppo D
|     |                                           |       | Partite | Partite | Set   | Set    | Set   | Punti | Punti | Punti |
| Pos | Squadra                                   | Punti | Vinte   | Perse   | Fatti | Subiti | Ratio | V     | P     | Ratio |
| --- | ----------------------------------------- | ----- | ------- | ------- | ----- | ------ | ----- | ----- | ----- | ----- |
| 1   | Ana María Gallay / Fernanda Pereyra       | 6     | 3       | 0       | 6     | 1      | 6.000 | 140   | 93    | 1.505 |
| 2   | Amanda Harnett / Marie-Christine Lapointe | 4     | 2       | 1       | 5     | 3      | 1.666 | 138   | 128   | 1.078 |
| 3   | Swan Mendoza / Lolette Rodríguez          | 2     | 1       | 2       | 3     | 4      | 0.750 | 112   | 125   | 0.896 |
| 4   | Paola Alvarado / Estefani Bethancourt     | 0     | 0       | 3       | 0     | 6      | 0.000 | 82    | 126   | 0.650 |

| Data      |                        | Risultato |                        | Set 1 | Set 2 | Set 3 |
| --------- | ---------------------- | --------- | ---------------------- | ----- | ----- | ----- |
| 24 luglio | Harnett / Lapointe     | 2 – 1     | Mendoza / Rodríguez    | 21-17 | 14-21 | 15-9  |
| 24 luglio | Gallay / Pereyra       | 2 – 0     | Alvarado / Bethancourt | 21-13 | 21-11 |       |
| 25 luglio | Harnett / Lapointe     | 2 – 0     | Alvarado / Bethancourt | 21-16 | 21-9  |       |
| 25 luglio | Gallay / Pereyra       | 2 – 0     | Mendoza / Rodríguez    | 21-12 | 21-11 |       |
| 26 luglio | Harnett / Lapointe     | 1 – 2     | Gallay / Pereyra       | 13-21 | 22-20 | 11-15 |
| 26 luglio | Alvarado / Bethancourt | 0 – 2     | Mendoza / Rodríguez    | 15-21 | 18-21 |       |

## Fase finale
| Qualif. ai Quarti      | Qualif. ai Quarti |  |  | Quarti                | Quarti                |  |                    | Semifinali           | Semifinali      |  |                  | Finale           | Finale |
|                        |                   |  |  |                       |                       |  |                    |                      |                 |  |                  |                  |        |
|                        |                   |  |  | Delis / Martines      | 2                     |  |                    |                      |                 |  |                  |                  |        |
| Valenciano / Araya     | 2                 |  |  | Valenciano / Araya    | 0                     |  |                    |                      |                 |  |                  |                  |        |
| S. Mendoza / Rodríguez | 0                 |  |  |                       |                       |  | Delis / Martinez   | 0                    |                 |  |                  |                  |        |
| Mardones / Rivas       | 2                 |  |  |                       |                       |  | Gallay / Pereyra   | 2                    |                 |  |                  |                  |        |
| Allcca / M. Mendoza    | 0                 |  |  | Gallay / Pereyra      | 2                     |  |                    |                      |                 |  |                  |                  |        |
|                        |                   |  |  | Rivas / Mardones      | 0                     |  |                    |                      |                 |  |                  |                  |        |
|                        |                   |  |  |                       |                       |  |                    |                      |                 |  | Gallay / Pereyra | 1                |        |
|                        |                   |  |  |                       |                       |  |                    |                      |                 |  | Pardon / Cook    | 2                |        |
|                        |                   |  |  | Rebouças / Horta      | 2                     |  |                    |                      |                 |  |                  |                  |        |
| Harnett / Lapointe     | 1                 |  |  | Ayala / Ríos          | 0                     |  |                    |                      |                 |  |                  |                  |        |
| Ayala / Ríos           | 2                 |  |  |                       |                       |  | Rebouças / Horta   | 0                    |                 |  |                  |                  |        |
| Caballero / Valiente   | 2                 |  |  |                       |                       |  | Pardon / Cook      | 2                    |                 |  | Finale 3º Posto  | Finale 3º Posto  |        |
| Orellana / Revuelta    | 1                 |  |  | Pardon / Cook         | 2                     |  |                    |                      |                 |  | Delis / Martines | 0                |        |
|                        |                   |  |  | Caballero / Valiente  | 0                     |  |                    |                      |                 |  |                  | Rebouças / Horta | 2      |
|                        |                   |  |  |                       |                       |  |                    |                      |                 |  |                  |                  |        |
|                        |                   |  |  | Classificazione 5°-8° | Classificazione 5°-8° |  |                    | Finale 5º posto      | Finale 5º posto |  |                  |                  |        |
|                        |                   |  |  |                       |                       |  |                    |                      |                 |  |                  |                  |        |
|                        |                   |  |  | Valenciano / Araya    | 0                     |  |                    | Rivas / Mardones     | 0               |  |                  |                  |        |
|                        |                   |  |  | Rivas / Mardones      | 2                     |  |                    | Ayala / Ríos         | 2               |  |                  |                  |        |
|                        |                   |  |  |                       |                       |  |                    |                      |                 |  |                  |                  |        |
|                        |                   |  |  |                       |                       |  |                    | Finale 7º posto      |                 |  |                  |                  |        |
|                        |                   |  |  |                       |                       |  |                    |                      |                 |  |                  |                  |        |
|                        |                   |  |  | Ayala / Ríos          | 2                     |  | Valenciano / Araya | 0                    |                 |  |                  |                  |        |
|                        |                   |  |  | Caballero / Valiente  | 0                     |  |                    | Caballero / Valiente | 2               |  |                  |                  |        |

### 9º - 12º posto
|  | Semifinali             | Semifinali             | Semifinali         |                    |                     | Finale 9º posto        | Finale 9º posto        | Finale 9º posto  |  |
|  |                        |                        |                    |                    |                     |                        |                        |                  |  |
|  | S. Mendoza / Rodríguez | S. Mendoza / Rodríguez | 1                  |                    |                     |                        |                        |                  |  |
|  | S. Mendoza / Rodríguez | S. Mendoza / Rodríguez | 1                  |                    |                     |                        |                        |                  |  |
|  | Allcca / M. Mendoza    | Allcca / M. Mendoza    | 2                  |                    |                     |                        |                        |                  |  |
|  | Allcca / M. Mendoza    | Allcca / M. Mendoza    | 2                  |                    | Allcca / M. Mendoza | Allcca / M. Mendoza    | 0                      |                  |  |
|  |                        |                        |                    |                    | Allcca / M. Mendoza | Allcca / M. Mendoza    | 0                      |                  |  |
|  |                        |                        | Harnett / Lapointe | Harnett / Lapointe | 2                   |                        |                        |                  |  |
|  | Harnett / Lapointe     | Harnett / Lapointe     | Harnett / Lapointe | Harnett / Lapointe | 2                   | 2                      |                        |                  |  |
|  | Harnett / Lapointe     | Harnett / Lapointe     |                    |                    |                     | 2                      |                        |                  |  |
|  | Orellana / Revuelta    | Orellana / Revuelta    | 0                  |                    |                     | Finale 11º posto       | Finale 11º posto       | Finale 11º posto |  |
|  | Orellana / Revuelta    | Orellana / Revuelta    | 0                  |                    |                     |                        |                        |                  |  |
|  |                        |                        |                    |                    |                     |                        |                        |                  |  |
|  |                        |                        |                    |                    |                     | S. Mendoza / Rodríguez | S. Mendoza / Rodríguez | 0                |  |
|  |                        |                        |                    |                    |                     | S. Mendoza / Rodríguez | S. Mendoza / Rodríguez | 0                |  |
|  |                        |                        |                    |                    |                     | Orellana / Revuelta    | Orellana / Revuelta    | 2                |  |

Risultati
| Data      |                        | Risultato |                     | Set 1 | Set 2 | Set 3 |
| --------- | ---------------------- | --------- | ------------------- | ----- | ----- | ----- |
| 28 luglio | S. Mendoza / Rodríguez | 1 – 2     | Allcca / M. Mendoza | 21-18 | 22-24 | 11-15 |
| 28 luglio | Harnett / Lapointe     | 2 – 0     | Orellana / Revuelta | 21-16 | 21-17 |       |

11º - 12º posto
| Data      |                        | Risultato |                     | Set 1 | Set 2 | Set 3 |
| --------- | ---------------------- | --------- | ------------------- | ----- | ----- | ----- |
| 28 luglio | S. Mendoza / Rodríguez | 0 – 2     | Orellana / Revuelta | 16-21 | 18-21 |       |

9º - 10º posto
| Data      |                  | Risultato |                    | Set 1 | Set 2 | Set 3 |
| --------- | ---------------- | --------- | ------------------ | ----- | ----- | ----- |
| 29 luglio | Allcca / Mendoza | 0 – 2     | Harnett / Lapointe | 0-21  | 0-21  |       |

### 13º - 16º posto
|  | Semifinali             | Semifinali             | Semifinali       |                  |                  | Finale 13º posto       | Finale 13º posto       | Finale 13º posto |  |
|  |                        |                        |                  |                  |                  |                        |                        |                  |  |
|  | Davidson / Grant       | Davidson / Grant       | 2                |                  |                  |                        |                        |                  |  |
|  | Davidson / Grant       | Davidson / Grant       | 2                |                  |                  |                        |                        |                  |  |
|  | Valenciana / Charles   | Valenciana / Charles   | 0                |                  |                  |                        |                        |                  |  |
|  | Valenciana / Charles   | Valenciana / Charles   | 0                |                  | Davidson / Grant | Davidson / Grant       | 0                      |                  |  |
|  |                        |                        |                  |                  | Davidson / Grant | Davidson / Grant       | 0                      |                  |  |
|  |                        |                        | Vásquez / Vargas | Vásquez / Vargas | 2                |                        |                        |                  |  |
|  | Vásquez / Vargas       | Vásquez / Vargas       | Vásquez / Vargas | Vásquez / Vargas | 2                | 2                      |                        |                  |  |
|  | Vásquez / Vargas       | Vásquez / Vargas       |                  |                  |                  | 2                      |                        |                  |  |
|  | Alvarado / Bethancourt | Alvarado / Bethancourt | 0                |                  |                  | Finale 15º posto       | Finale 15º posto       | Finale 15º posto |  |
|  | Alvarado / Bethancourt | Alvarado / Bethancourt | 0                |                  |                  |                        |                        |                  |  |
|  |                        |                        |                  |                  |                  |                        |                        |                  |  |
|  |                        |                        |                  |                  |                  | Valenciana / Charles   | Valenciana / Charles   | 0                |  |
|  |                        |                        |                  |                  |                  | Valenciana / Charles   | Valenciana / Charles   | 0                |  |
|  |                        |                        |                  |                  |                  | Alvarado / Bethancourt | Alvarado / Bethancourt | 2                |  |

Risultati
| Data      |                  | Risultato |                        | Set 1 | Set 2 | Set 3 |
| --------- | ---------------- | --------- | ---------------------- | ----- | ----- | ----- |
| 27 luglio | Davidson / Grant | 2 – 0     | Valenciana / Charles   | 21-8  | 21-10 |       |
| 27 luglio | Vásquez / Vargas | 2 – 0     | Alvarado / Bethancourt | 21-14 | 22-20 |       |

15º - 16º posto
| Data      |                      | Risultato |                        | Set 1 | Set 2 | Set 3 |
| --------- | -------------------- | --------- | ---------------------- | ----- | ----- | ----- |
| 27 luglio | Valenciana / Charles | 0 – 2     | Alvarado / Bethancourt | 17-21 | 8-21  |       |

13º - 14º posto
| Data      |                  | Risultato |                  | Set 1 | Set 2 | Set 3 |
| --------- | ---------------- | --------- | ---------------- | ----- | ----- | ----- |
| 28 luglio | Davidson / Grant | 0 – 2     | Vásquez / Vargas | 20-22 | 14-21 |       |

### Classificazione ai quarti
| Data      |                      | Risultato |                     | Set 1 | Set 2 | Set 3 |
| --------- | -------------------- | --------- | ------------------- | ----- | ----- | ----- |
| 27 luglio | Valenciano / Araya   | 2 – 0     | Mendoza / Rodríguez | 21-14 | 21-16 |       |
| 27 luglio | Rivas / Mardones     | 2 – 0     | Allcca / Mendoza    | 21-11 | 21-17 |       |
| 27 luglio | Harnett / Lapointe   | 1 – 2     | Ayala / Ríos        | 21-15 | 14-21 | 10-15 |
| 27 luglio | Caballero / Valiente | 2 – 1     | Orellana / Revuelta | 13-21 | 21-16 | 16-14 |

### Quarti di finale
| Data      |                  | Risultato |                      | Set 1 | Set 2 | Set 3 |
| --------- | ---------------- | --------- | -------------------- | ----- | ----- | ----- |
| 28 luglio | Delís / Martínez | 2 – 0     | Valenciano / Araya   | 21-17 | 21-14 |       |
| 28 luglio | Gallay / Pereyra | 2 – 0     | Rivas / Mardones     | 22-20 | 21-18 |       |
| 28 luglio | Rebouças / Horta | 2 – 0     | Ayala / Ríos         | 21-17 | 21-13 |       |
| 28 luglio | Pardon / Cook    | 2 – 0     | Caballero / Valiente | 21-8  | 21-10 |       |

### 5º - 8º posto
| Data      |                    | Risultato |                      | Set 1 | Set 2 | Set 3 |
| --------- | ------------------ | --------- | -------------------- | ----- | ----- | ----- |
| 29 luglio | Valenciano / Araya | 0 – 2     | Rivas / Mardones     | 10-21 | 9-21  |       |
| 29 luglio | Ayala / Ríos       | 2 – 0     | Caballero / Valiente | 21-19 | 21-16 |       |

### Finale 7º posto
| Data      |                    | Risultato |                      | Set 1 | Set 2 | Set 3 |
| --------- | ------------------ | --------- | -------------------- | ----- | ----- | ----- |
| 30 luglio | Valenciano / Araya | 0 – 2     | Caballero / Valiente | 16-21 | 20-22 |       |

### Finale 5º posto
| Data      |                  | Risultato |              | Set 1 | Set 2 | Set 3 |
| --------- | ---------------- | --------- | ------------ | ----- | ----- | ----- |
| 30 luglio | Rivas / Mardones | 0 – 2     | Ayala / Ríos | 12-21 | 19-21 |       |

### Semifinali
| Data      |                  | Risultato |                  | Set 1 | Set 2 | Set 3 |
| --------- | ---------------- | --------- | ---------------- | ----- | ----- | ----- |
| 29 luglio | Delís / Martínez | 0 – 2     | Gallay / Pereyra | 19-21 | 22-24 |       |
| 29 luglio | Rebouças / Horta | 0 – 2     | Pardon / Cook    | 22-24 | 16-21 |       |

### Finale 3º posto
| Data      |                  | Risultato |                  | Set 1 | Set 2 | Set 3 |
| --------- | ---------------- | --------- | ---------------- | ----- | ----- | ----- |
| 30 luglio | Delís / Martínez | 0 – 2     | Rebouças / Horta | 19-21 | 18-21 |       |

### Finale 1º posto
| Data      |                  | Risultato |               | Set 1 | Set 2 | Set 3 |
| --------- | ---------------- | --------- | ------------- | ----- | ----- | ----- |
| 30 luglio | Gallay / Pereyra | 1 – 2     | Pardon / Cook | 21-14 | 20-22 | 10-15 |

## Classifica finale
| Pos | Squadra                                   |
| --- | ----------------------------------------- |
|     | Pardon / Cook                             |
|     | Ana Gallay / Fernanda Pereyra             |
|     | Ângela Rebouças / Carolina Horta          |
| 4   | Maylen Delís / Leila Martínez             |
| 5   | Yuli Ayala / Diana Ríos                   |
| 6   | María Rivas / María Mardones              |
| 7   | Patricia Caballero / Michelle Valiente    |
| 8   | Valeria Valenciano / Marcela Araya        |
| 9   | Amanda Harnett / Marie-Christine Lapointe |
| 10  | Lisbeth Allcca / Medalyn Mendoza          |
| 11  | Zaira Orellana / Martha Revuelta          |
| 12  | Swan Mendoza / Lolette Rodríguez          |
| 13  | Kathya Vásquez / María Vargas             |
| 14  | Malika Davidson / Rheeza Grant            |
| 15  | Paola Alvarado / Estefani Bethancourt     |
| 16  | Melanie Valenciana / Mannika Charles      |